# Villafáfila (kommunhuvudort)
Villafáfila är en kommunhuvudort i Spanien.   Den ligger i provinsen Provincia de Zamora och regionen Kastilien och Leon, i den nordvästra delen av landet, 220 km nordväst om huvudstaden Madrid. Villafáfila ligger 691 meter över havet och antalet invånare är 629.
Terrängen runt Villafáfila är platt. Runt Villafáfila är det mycket glesbefolkat, med 6 invånare per kvadratkilometer. Närmaste större samhälle är Benavente, 18,0 km norr om Villafáfila. Trakten runt Villafáfila består till största delen av jordbruksmark.